# Ланцелин
Ланцелин (на немски: Lanzelin, Kanzelin или Landolt; * ок.930/ 940/950, † август 981/991) е граф в Клетгау, граф на Алтенбург, граф в Тургау и граф на Хабсбург от 985 до 991 г.

## Биография
Той е син на Гунтрам Богати († 973), граф в Брайзгау и херцог на Мури от клона Еберхарди на род Етихониди, основателят на род Хабсбурги.
Ланцелин завладява земите в Ааргау. Той престроява крепостта Алтенбург (при Бруг в днешния кантон Ааргау) на малък дворец, който е негова резиденция и се нарича граф на Алтенбург.
Неговият син Радбот наследява собствености в Елзас, Швабия и в Ааргау и построява замък Хабсбург, който дава името на династията Хабсбурги.

## Фамилия
Ланцелин се жени за Луитгард от Тургау († 975) или Лиутгард (Лютгард от Неленбург, дъщеря на граф Еберхард III вТургау († 995). Те имат децата:
- Вернер I († 28 октомври 1028 в Константинопол), епископ на Страсбург от 1001 до 1028 г.
- Радбот († 30 юни пр. 1045), граф в Клетгау, построява замък Хабсбург и манастир Мури
- Рудолф I († ок. 1063, пр. 1 март 1064), основател на манастир Отмарсхайм в Горен Елзас.
- Ландолд II (Ланцелин II) († 28 октомври 1027), фогт на Райхенау, женен за Берта фон Бюрен, вероятно дъщеря на Фридрих фон Бюрен (прародител на Хоенщауфените) и прабаба на херцог Бертхолд I (основателя на род Церинги). [3]
- Луитгард, омъжена за Бецелин фон Вилинген, граф в Ортенгау (* ок. 970; † 15 юли 1024), родители на херцог Бертхолд I от Каринтия († 1078)